# 汉堡古德斯清真寺
汉堡古德斯清真寺（德语：Al Quds Masjid Hamburg；阿拉伯语：‎，意为耶路撒冷清真寺）是德国汉堡市中心的一座激进逊尼派的清真寺，于1993年开放，设于汉堡火车总站附近圣乔治红灯区的三层建筑内。古德斯清真寺是911袭击者穆罕默德·阿塔等“汉堡支部”成员礼拜并会面的地点。

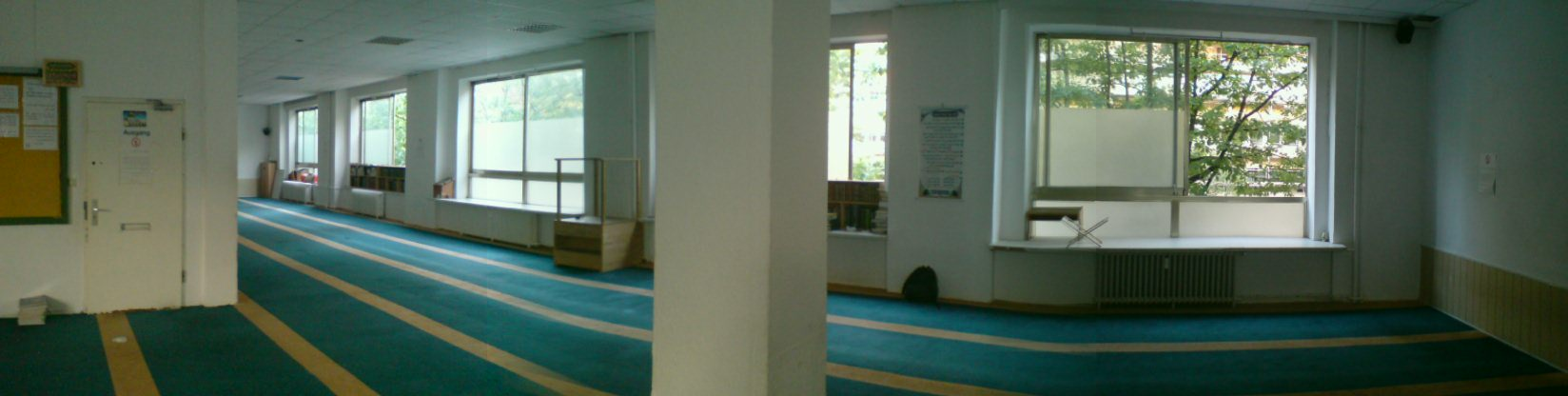

与汉堡许多服务波斯人和土耳其人的清真寺不同，该寺服务于汉堡人数较少的阿拉伯人。
男子祈祷室铺有地毯，位于一楼，可容纳400人。周五，清真寺通常有250人左右出席。
2010年8月，该清真寺被德国安全官员关闭，因为该清真寺再次被用作参与2010年欧洲恐怖阴谋的伊斯兰极端分子的聚会场所，

  德国当局发现该清真寺的10名信徒前往巴基斯坦和阿富汗的边界地区，该清真寺的伊朗人Shahab D.，加入了乌兹别克斯坦伊斯兰运动。